# Castle Rock (Stephen King)
Castle Rock, Maine, è una cittadina immaginaria americana inventata dallo scrittore statunitense Stephen King, in cui sono ambientati vari libri e racconti brevi dell'autore. La città è situata a sud di Mexico, Rumford e Motton (altra località fittizia) nel centro della contea di Oxford. Il regista Rob Reiner, dopo avere diretto il film Stand by Me - Ricordo di un'estate, ha fondato una casa di produzione a cui ha dato il nome di Castle Rock Entertainment.
Il nome è preso dall'immaginaria montagna pietrosa presente nel romanzo Il signore delle mosche di William Golding del 1954.
Altre città immaginarie degne di nota che King ha utilizzato come ambientazione in più opere sono Jerusalem's Lot e Derry.

## Apparizioni

### Letteratura
Dieci romanzi finora sono ambientati (totalmente o parzialmente) a Castle Rock o nei dintorni:
- La zona morta (1979)
- Cujo (1981)
- Il corpo, novella della raccolta Stagioni diverse (1982)
- La scorciatoia della signora Todd, racconto della raccolta Scheletri (1985)
- Il camion dello zio Otto, racconto della raccolta Scheletri (1985)
- Nona, racconto della raccolta Scheletri (1985)
- La nonna, racconto della raccolta Scheletri (1985)
- La metà oscura (1989)
- Il fotocane, novella della raccolta Quattro dopo mezzanotte (1990)
- Cose preziose (1991)
- Ti prende a poco a poco, racconto della raccolta Incubi & deliri (1993)
- La storia di Lisey (2006)
- Doctor Sleep (2013)
- Revival (2014)
- Premium Harmony, racconto della raccolta Il bazar dei brutti sogni (2015)
- Fuochi d'artificio ubriachi, racconto della raccolta Il bazar dei brutti sogni (2015)
- La scatola dei bottoni di Gwendy (2017)
- Elevation (2018)
- La piuma magica di Gwendy, romanzo di Richard Chizmar (2019)
- L'ultima missione di Gwendy (2022)

### Filmografia
- La zona morta (1983)
- Cujo (1983)
- Stand by Me - Ricordo di un'estate (1986)
- La metà oscura (1993)
- Cose preziose (1993)
- Castle Rock – serie TV (2018)

## Collocazione
Nei libri di Stephen King è collocata nel Maine nell'immaginaria contea di Castle, ma nel film Stand by Me - Ricordo di un'estate viene detto che Castle Rock si trova nell'Oregon.
| Controllo di autorità | LCCN (EN) sh92000462 · J9U (EN, HE) 987007546644705171 |